# Умбријатико
Умбријатико (итал. Umbriatico) је насеље у Италији у округу Кротоне, региону Калабрија.
Према процени из 2011. у насељу је живело 456 становника. Насеље се налази на надморској висини од 406 м.

## Становништво
Према резултатима пописа становништва 2011. у општини је живело 929 становника.
| 1931. | 1936. | 1951. | 1961. | 1971. | 1981. | 1991. | 2001. | 2011. |
| ----- | ----- | ----- | ----- | ----- | ----- | ----- | ----- | ----- |
| 1.304 | 1.459 | 1.810 | 1.980 | 1.778 | 1.524 | 1.302 | 973   | 929   |